# Lordsburg-Hidalgo County Library
La Lordsburg-Hidalgo County Library est une bibliothèque américaine à Lordsburg, dans le comté de Hidalgo, au Nouveau-Mexique. Construite en 1936-1937 dans le style Pueblo Revival par la Work Projects Administration, elle est inscrite au New Mexico State Register of Cultural Properties depuis le 10 octobre 2003 ainsi qu'au Registre national des lieux historiques depuis le 4 février 2004.